# Fuga de la muerte
Fuga de la muerte es un poema del escritor de lengua alemana Paul Celan, que utiliza medios líricos para tematizar el Holocausto. Fue escrito entre 1944 y principios de 1945 y se publicó por primera vez en una traducción al rumano en mayo de 1947. La versión original en alemán se publicó en 1948 en su primera colección de poemas, Der Sand aus den Urnen (La arena de las urnas), pero solo obtuvo una mayor atención pública después de su publicación en el libro siguiente Mohn und Gedächtnis (Amapola y memoria) en 1952. Son características del poema una estructura polifónica basada en la fuga, los motivos son repetidos y variados, y el uso de símbolos paradójicos como "Negra leche del alba", que aluden a acontecimientos históricos sin nombrarlos específicamente.
Se trata del poema más conocido del autor, fue impreso en numerosas antologías y libros escolares, citado en conmemoraciones y adaptado artísticamente en muchos casos, pero la obra también generó polémica, ya que se descubrieron supuestos y verdaderos precursores de sus fórmulas figurativas. En el contexto de la afirmación de Theodor W. Adorno "escribir un poema después de Auschwitz es bárbaro", los críticos acusaron a Celan de que la "belleza" de la realización lírica no hace justicia al tema del exterminio de los judíos. Sin embargo, el poema alcanzó estatura internacional como una de las obras más importantes que conmemoran a las víctimas del Holocausto y se convirtió en representativa de la poética del mismo.

## Forma
El poema comienza con los versos:

Schwarze Milch der Frühe wir trinken sie abends

wir trinken sie mittags und morgens wir trinken sie nachts

wir trinken und trinken

wir schaufeln ein Grab in den Lüften da liegt man nicht eng
Negra leche del alba la bebemos al atardecer

la bebemos a mediodía y en la mañana y en la noche

bebemos y bebemos

cavamos una tumba en el aire allí no se yace estrechamente

Luego, la perspectiva cambia del "nosotros" lírico de los prisioneros que cavan su propia tumba a la perspectiva de un "él", el guardia del campo de concentración, escribiendo cartas a su amante:

Ein Mann wohnt im Haus der spielt mit den Schlangen der schreibt

der schreibt wenn es dunkelt nach Deutschland 

dein goldenes Haar Margarete
Un hombre habita en la casa juega con las serpientes escribe

escribe al oscurecer a Alemania 

tus cabellos de oro Margarete

La estructura recuerda el principio compositivo musical de una fuga, en la que diferentes voces se suceden en imitaciones de uno o más temas. Como dux y comes en la fuga musical, dos voces se enfrentan en el poema: el “nosotros”, el coro de las víctimas, al “él”, las acciones de la figura del nazi. Se reproducen en modificaciones, variaciones y nuevos enfoques y se empujan entre sí, entrelazándose de forma tal, que resulta una estructura dramática entre el maestro mortal de Alemania y los judíos, que tienen que vivir y trabajar o hacer música en la espera de su muerte. El enfrentamiento se intensifica gradualmente, hasta el momento de la aniquilación.
La Fuga de la muerte ha sido interpretada como una fuga doble con el tema "nosotros" y "él", o como una fuga triple con el tercer tema "La muerte es un maestro de Alemania". Otra posibilidad es la reducción a un solo tema, que se formula en las secciones de "nosotros", mientras que las secciones de "él" forman un contrapunto característico de la fuga. El tema en "nosotros" se cambia solo ligeramente en el contrapunto, por otro lado, los motivos cambian y le dan al principio compositivo estático de la fuga un flujo y desarrollo progresivo. Termina con una yuxtaposición de los versos finales, que nuevamente recuerda el principio del contrapunto:

dein goldenes Haar Margarete

dein aschenes Haar Sulamith
tus cabellos de oro Margarete

tus cabellos de ceniza Sulamith

Otro principio musical utilizado en el poema es el de la modulación. La "tumba en la tierra" cambia a "tumba en el aire", "humo en el aire", "tumba en las nubes" y "tumba en el aire". Según Ruth Klüger, el patrón de composición similar a una fuga tiene el efecto de que los oyentes y lectores se mueven entre "un mundo que se ha desarticulado y uno que se une como una fuga y brinda consolación musical". Celan, sin embargo, negó haber compuesto el poeta de acuerdo a principios musicales. Solo posteriormente le dio al poema el título de "Fuga total".
El poema se divide temáticamente en estrofas. Los 36 versos se dividen en cuatro partes: nueve versos en la primera estrofa, seis y tres versos en las dos estrofas siguientes, cinco y tres versos en la cuarta y quinta estrofa y los ocho versos de la sexta estrofa, así como los dos últimos, separados del resto. Cada parte comienza con el leitmotiv "Negra leche del alba", que mantiene unido el poema como un corchete formal. La metáfora aparece cuatro veces y varía por la secuencia de los adverbios de tiempo "tarde", "mediodía", "mañana" y "noche", así como el cambio de la tercera ("él) a la segunda ("tú") persona. En la cuarta sección, la imagen alegórica "La muerte es un maestro de Alemania" interrumpe la secuencia, de modo que la breve línea "bebemos y bebemos" es perturbada y se recombina en una línea larga.
Las frases del poema siguen un modelo uniforme y están dispuestas paratácticamente. No hay puntuación. Los versos consisten principalmente en versos largos, que son interrumpidos por versos más cortos. El dáctilo y el anfíbraco prevalecen en la métrica. Mientras que en el dáctilo dos sílabas átonas siguen a una sílaba acentuada, en el anfíbraco hay una acentuada entre dos átonas, por ejemplo en "bebemos y bebemos". Los pasajes de la metáfora central "Negra leche del alba", por otro parte, están caracterizados por el troqueo. Numerosos encabalgamientos y anáforas subrayan el movimiento fluido. En lugar de una métrica clásica, el ritmo del discurso y la expresión abierta se basan en la "construcción contrapuntística" y las "líneas metafóricas" del poema. Para Helmuth Kiesel y Cordula Stepp, el poema se encuentra en la tradición de los himnos clásicos de ritmo libre y sin rima, que apremian dinámicamente, "que servían principalmente para reflejar el encuentro con lo numinoso, sublime, peligroso y fatídico". Jean Firges, por otro lado, se refiere al canto coral quejumbroso y acusatorio del drama antiguo.

## Interpretación

### "Negra leche del alba"

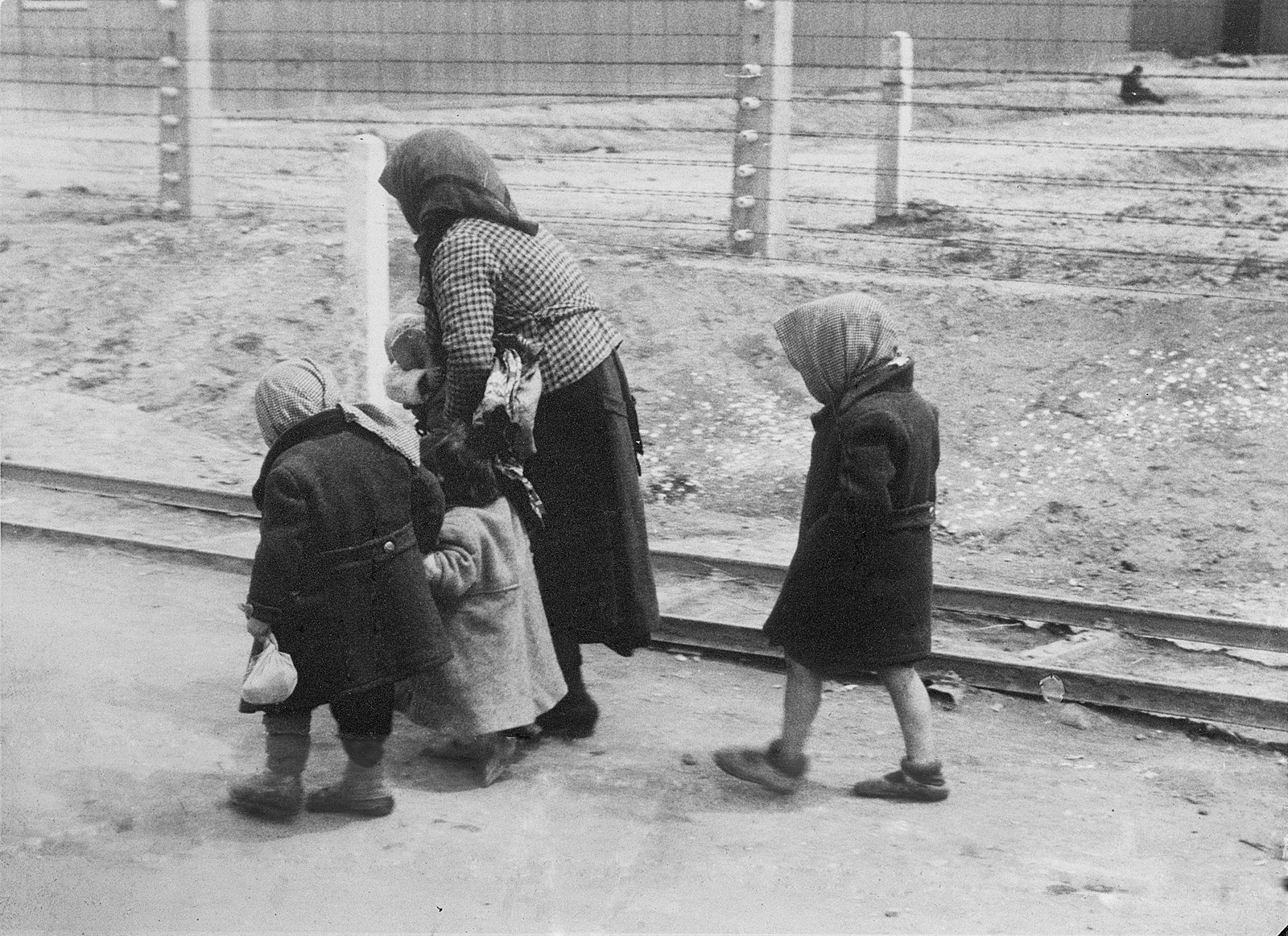
Una abuela y sus nietos marchan sin saberlo hacia la cámara de gas, durante la llegada de los judíos húngaros al campo de Auschwitz, entre mayo y junio de 1944.

La metáfora central del poema y su leitmotiv, "Negra leche del alba", es un oxímoron. Si bien el sustantivo "leche" es generalmente un término positivo, esta expectativa se anula con el adjetivo "negro" y se convierte en lo contrario. La leche no da vida aquí, sino que se convierte en una leche de la muerte, que trae la ruina. Según Theo Buck, el “alba” tampoco representa una hora del día, sino la zona indefinida entre la vida y la muerte. El verso "Negra leche del alba" se convierte así en un símbolo de la Shoah, sin mencionar explícitamente las cámaras de gas ni los crematorios. Convierte la realidad del exterminio masivo de seres humanos, que no se puede expresar con palabras, en una imagen alógica y, por lo tanto, la pone en primer plano.
En sus borradores para el discurso del Premio Büchner (más tarde titulado "Der Meridian"), Celan enfatizó esta referencia a la realidad: "Negra leche del alba" no es una "metáfora genitiva como la que nos presentan nuestros supuestos críticos", "eso no es una figura retórica y no es un oxímoron, es la realidad". Encontró la realidad de su metáfora confirmada en un artículo periodístico sobre los juicios de Auschwitz, que subrayó: "'Mi leche era negra', respondió Klehr, con lo cual obviamente quería decir que se había organizado la leche […].” Una transformación similar de la horrible realidad de los hornos de la muerte en una expresión poética es la “sepultura en el aire”, que contrasta con la imagen especular de la "tumba en la tierra", que los que están a punto de morir deben cavar por sí mismos. En una carta a Walter Jens, Celan escribió: "La 'tumba en el aire' [...] en este poema, Dios lo sabe, no es ni un préstamo ni una metáfora".
La metáfora tripartita "Negra leche del alba" sirve como un excelente ejemplo de la figura estilística de la metáfora audaz o absoluta, en la que el tertium comparationis es apenas reconocible. Para su comprensión, por tanto, también se hace referencia a posibles orígenes y analogías de la imagen figurativa. Las huellas conducen a poemas de otros poetas del Círculo de Amistad de Bucovina (véase la sección: Influencias), en los que la metáfora recuerda o aparece literalmente en un contexto diferente. En este contexto, los filólogos hablan de una "red de metáforas" o de una "metáfora errante".[18] Georg Trakl ("escarcha negra", " negra nieve"), Franz Werfel ("leche materna negra del final") y Arthur Rimbaud ("leche de la mañana y de la noche") también utilizaron fórmulas figurativas comparables.[19] El mismo título del poema Schwarze Flocken (Copos negros), que Celan escribió en 1943 tras la muerte de su padre y en memoria de su madre, es un precursor de la metáfora. La metamorfosis de blanco a negro se remonta a las Lamentaciones de Jeremías del Antiguo Testamento: “Sus jóvenes eran más puros que la nieve, / más blancos que la leche, sus cuerpos más rosados que el coral, / sus venas azul zafiro. / Se ven más negros que el hollín, / no los reconoces por las calles [...].” (Lam. 4:7-8)

### "tus cabellos de oro Margarete tus cabellos de ceniza Sulamith"

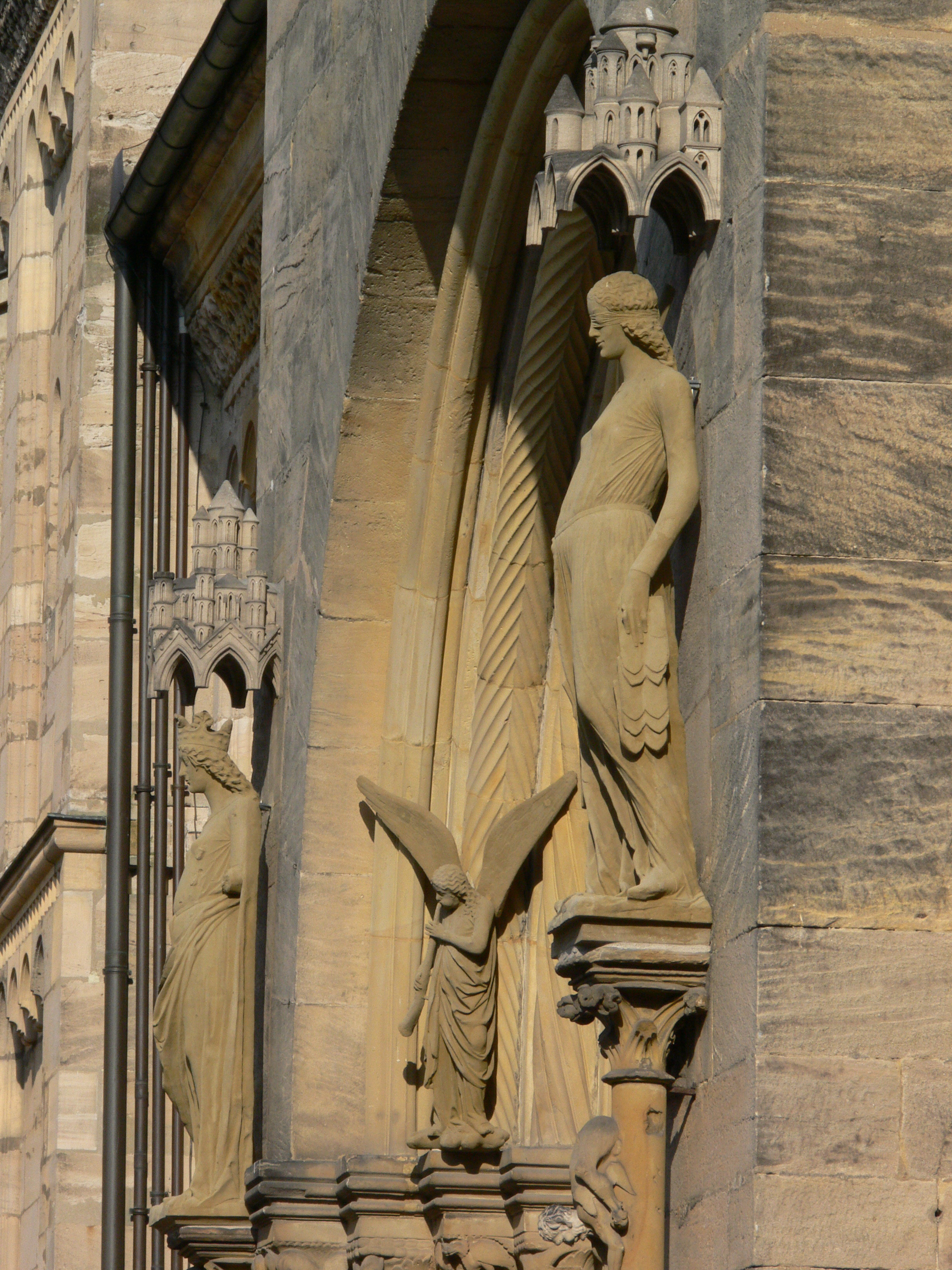
Alegoría de la iglesia (en el fondo a la izquierda) y la sinagoga (a la derecha en primer plano) en el portal de la Catedral de Bamberg

La forma polifónica y contrapuntística del poema a modo de fuga se expresa claramente en los dos últimos versos. Por un lado, los "motivos gemelos" métricamente idénticos se unen en paralelo, por otro lado, se oponen entre sí en términos de contenido. Kiesel y Stepp llaman a este entrecruzamiento cercano “pseudo-polifonía”, John Felstiner lo resume: “pero el unísono es discordia”. Si bien la mayoría de los poemas agotan su poder figurativo al final, La fuga de la muerte termina con un primer plano de la Sulamith bíblica del Cantar de los Cantares del Antiguo Testamento. Pero ella no es la amante nupcial, cuya cabellera es como vestiduras reales de púrpura (Cnt. 7:6); su "cabello de ceniza" es un símbolo de las víctimas judías de la Shoah bajo el régimen nacionalsocialista. Paralelamente a la imagen del sufrimiento, hay un primer plano de una figura femenina, familiar de la poesía clásica y romántica alemana, rodeada del aura de germanidad: Margarete, Gretchen, amante del Fausto de Goethe: "tu cabello dorado Margarete", con el eco del poema de Heinrich Heine Lore-Ley: "Ella peina su cabello dorado".

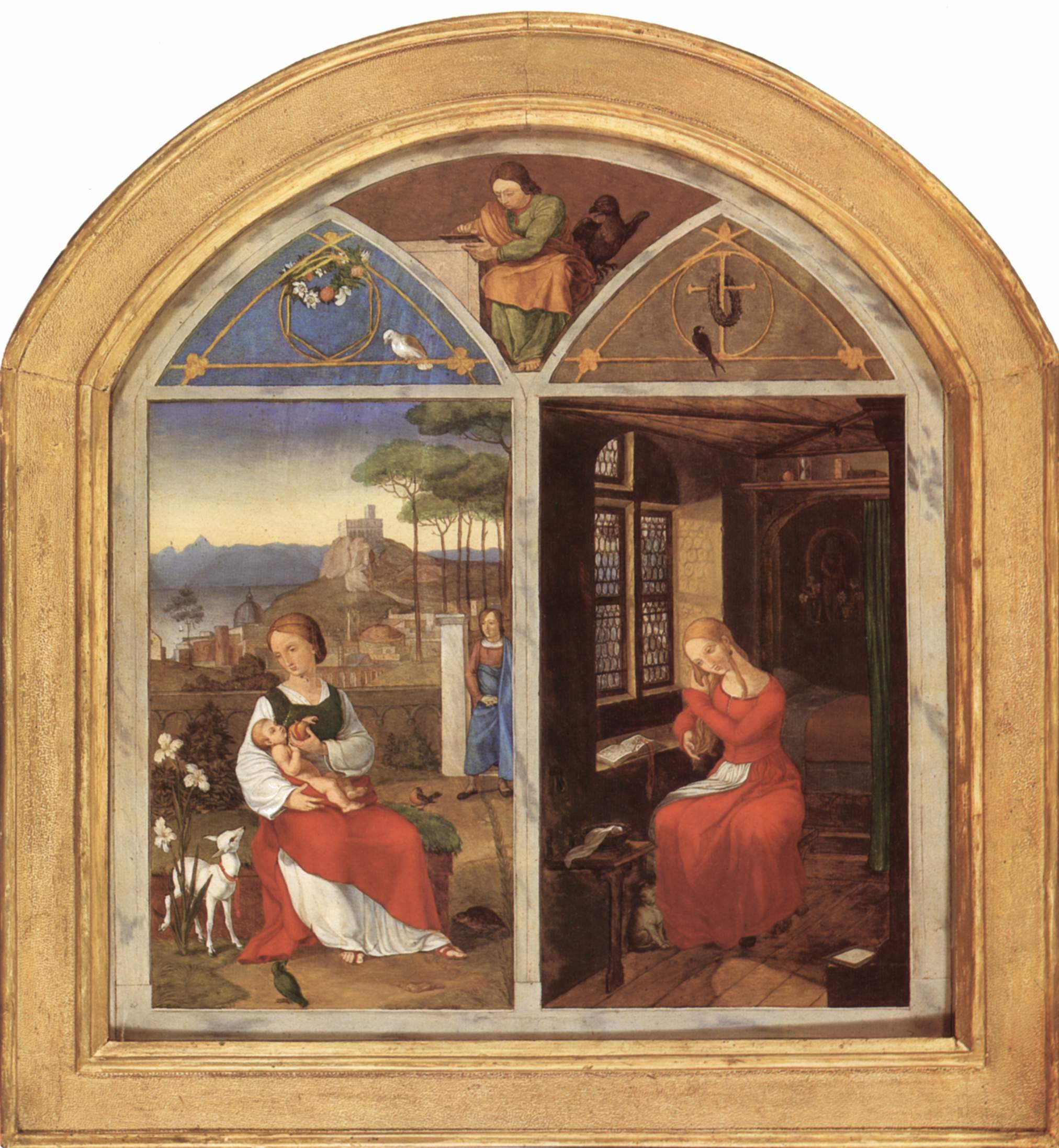
Franz Pforr, Maria y Sulamith, 1811, Colección Georg Schäfer, Schweinfurt

La pareja alegórica de mujeres Margarete y Sulamith se encuentra en la larga tradición pictórica cristiana de representaciones de la sinagoga ciega y derrotada y la Ecclesia triunfante, que también está encarnada por María, la madre de Jesús: en "juntos y uno contra el otro ", "en alegorías de piedra en portales de iglesias antiguas: imágenes de dolor y recuerdos de la historia judeo-cristiana, judeo-alemana". Tal yuxtaposición de las hermanas alegóricas del destino, Sulamith y Maria, también se puede encontrar en el arte romántico, por ejemplo, en las imágenes del nazareno Franz Pforr y de Friedrich Overbeck. Celan adoptó la antítesis de las "novias ideales" del Antiguo y Nuevo Testamento, pero según Theo Buck hizo un "cambio de paradigma" al reemplazar a la María del Nuevo Testamento o la figura de Ecclesia con Margarete, la "imagen ideal alemana de la mujer de pelo dorado".
La yuxtaposición de las dos mujeres en el poema de Celan se interpreta principalmente como una acusación. Las figuras femeninas aparecen en oposición, separadas. John Felstiner lo expresó en pocas palabras: "Los ideales alemanes y judíos no coexistirán". Para Buck, también, el poema termina con los versos finales denotando la tensión entre las culturas, en disonancia en lugar de armonía. A pesar de los esfuerzos del nacionalsocialismo por crear una identidad aria, Sulamith tuvo la última palabra. Después de la mirada final a su cabello que se ha vuelto ceniza, queda en silencio.

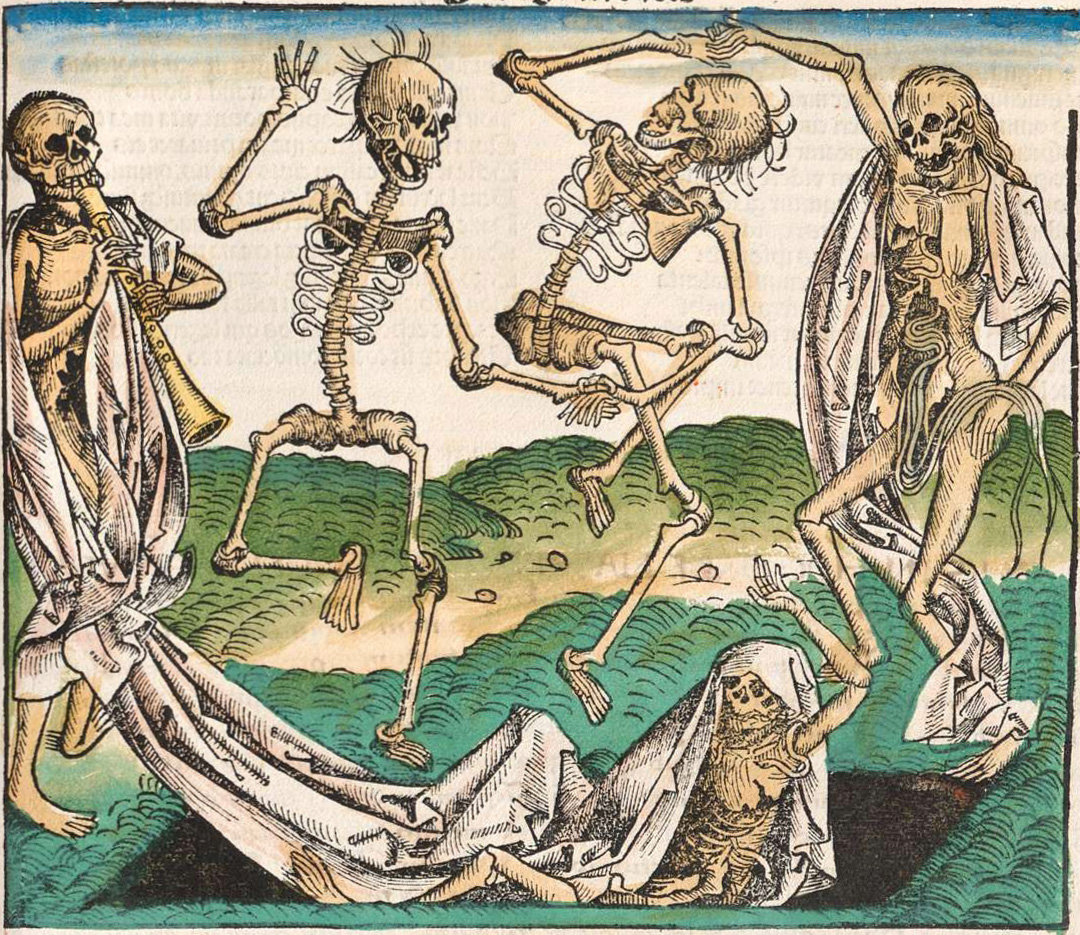
Danza de los esqueletos de Michael Wolgemut

Debido al entrecruzamiento compositivo de las dos figuras femeninas a través del estrechamiento contrapuntístico del final, en ocasiones se hace referencia a que Gretchen también es una víctima, siendo seducida por la duplicidad retórica de Fausto y acaba demente en prisión. La Margarete del verso final es también una amante que recibe muestras de amor: "Un hombre [...] escribe tus cabellos de oro Margarete". El amante es al mismo tiempo el terrible aniquilador, encarnación de la muerte, que silba a sus judíos y los hace bailar. El poema se sitúa así en la tradición de los poemas de la Danza de la Muerte, en los que se trata a la muerte como amo, pero también en la tradición de las obras musicales con el motivo de la muerte y la doncella. Felstiner recuerda la composición de Franz Schubert del mismo nombre, la canción de 1817 basada en el poema Der Tod und das Mädchen de Matthias Claudius y el cuarteto de cuerdas n.° 14 en re menor, D 810, para cuyo movimiento Andante con moto utilizó el tema de la canción. También se refiere a la conexión entre la muerte y la música en Tristán e Isolda de Richard Wagner y el Kindertotenlieder de Gustav Mahler. Esta estetización a través de citas encubiertas de la historia de la literatura y la música hace que el horror de los hechos históricos se destaque de manera particularmente flagrante.
Dieter Lamping, quien enfatiza la tradición judía de la forma del texto en su análisis del poema, ve el motivo de la danza como preformado en el Cantar de los Cantares (Cant 7.1). Además de los motivos de los nombres, el cabello y la danza, los de la leche; el oro y la bebida también están anclados en la Biblia. Así, el Cantar de los Cantares no es sólo fuente de la Fuga de la muerte, es su plantilla, el poema moderno, contrafactual del texto bíblico. Los motivos bíblicos son "tomados en el complejo de motivos de la muerte en masa: la leche se vuelve negra, los cabellos se vuelven cenizas, la danza circular se convierte en danza de muerte. El oro, un atributo de Salomón y Sulamith en el Cantar de los Cantares, ahora es uno de Margarita. Los cambios de motivos van de la mano con el cambio de género: el canto de amor se convierte en un lamento”. En una carta a Ingeborg Bachmann fechada el 12 de noviembre de 1959, Celan enfatizó su deseo de haber escrito un lamento por su madre, asesinada en un campo de concentración alemán en el invierno de 1942/43: “Tú sabes – no, tú sabías – y por eso tengo que recordaros ahora que la fuga de la muerte es también para mí esto: un epitafio y una tumba. […] También mi madre solo tiene esa tumba”.

### "un hombre habita en la casa"
A lo largo del poema, las víctimas –las “voces de nosotros”– y los nazis –la “voz de él”– se yuxtaponen y vinculan por el tema común: ser asesinados, y su contrapunto: matar. El nazi anónimo que vive en la casa: "silba", "ordena", "llama". Él "juega con las serpientes", es decir, con el mal, el motivo de la tentación en la caída. Él "silba a sus perros machos", que representan los sabuesos de caza, así como el adjetivo "grosero" (en alemán: rüde) en el sentido de rudo y despiadado. Hace que las víctimas toquen música, pervirtiendo la belleza de la música en horror. La máxima "la muerte es un maestro de Alemania" también aborda la transformación del logro de un maestro artesano en la perversa perfección de una máquina de matar.
En una carta a Walter Jens, Celan enfatizó la "transformación arquetípica" del cabello de Margarete en serpientes: "El cabello (y aquí, con la figura de Gretchen, uno también piensa en trenzas) a menudo (tanto en los cuentos de hadas como en los mitos) se convierte en serpientes". Firges amplía este arquetipo para incluir la figura del nazi mismo. Para él, el sádico en los ojos de las víctimas se desliza en una máscara moderna y alegórica de la muerte: "El alemán como maestro de la música, el alemán como maestro del millón de muertes a inocentes - cultura más alta y barbarie más vergonzosa: ambas connotaciones coinciden en la figura alegórica del 'maestro de Alemania' y dan a esta creación lingüística su fuerza memorable y su aura sugerente".

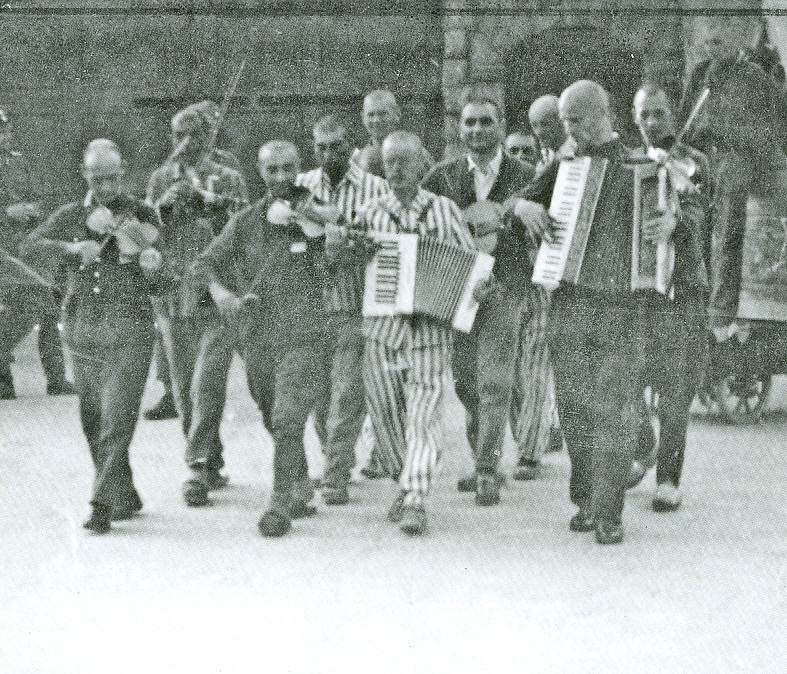
La orquesta del campo de concentración de Mauthausen-Gusen

Pero el hombre cuyas actividades se escenifican de una manera ricamente escénica no es solo una figura demoníaca del mal. Él "escribe a Alemania cuando oscurece", cartas a su amada Margarete. Mira hacia el cielo y ama la música. Sus impulsos sentimentales llegan hasta una estetización del proceso del asesinato. Celan describe al nazi como una mezcla de romanticismo y brutalidad, servilismo y arrogancia, idealismo y nihilismo. Sus "ojos son azules", pero en la actividad de matar los entrecier: "su ojo es azul". Este pasaje está particularmente enfatizado por la única rima del poema: "él te golpea bien" (der Tod ist ein Meister aus Deutschland sein Auge ist blau / er trifft dich mit bleierner Kugel er trifft dich genau)
En el poema Cerca de las tumbas, también escrito en 1944, Celan, en memoria de su madre, evocó "en casa / la quietud, el alemán, la rima dolorosa", En la Fuga de la muerte, la "dolorosa rima alemana" se ha vuelto mortal. En su interpretación de la obra, Peter von Matt señala que Celan aludía a la muerte de su madre, que amaba a los poetas alemanes y fue baleada por un alemán.

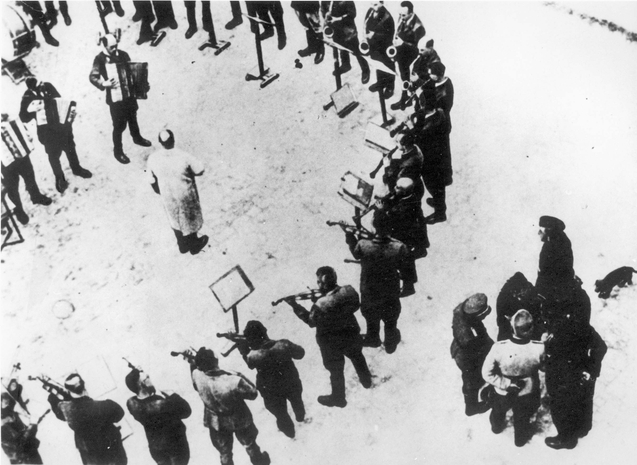
Una foto de la orquesta en el campo de concentración Janowska, que fue usada para ilustrar los crímenes nazis en el juicio de Núremberg. A la derecha, con el uniforme claro, está el comandante del campo SS Haupsturmführer Fritz Gebauer. El oficial más alto es el comandante del campo SS Obersturmführer Gustav Wilhaus con su perro salchicha.

En el momento en que el nazi se para frente a la casa y silba a sus perros, "las estrellas parpadean". Basándose en este pasaje, Buck y Felstiner desarrollan una amplia "escala de asociación". Abarca desde el verso "La noche estaba tan estrellada" en el poema Noche de luna de Eichendorff hasta el aria de Puccini "Y las estrellas brillaron", desde la ópera Tosca hasta la canción de los Landser (soldados rasos) "Hogar, tus estrellas", popular en el Tercer Reich, un exitosa canción sentimental, que los oficiales de la SS obligaban a tocar a la orquesta de Auschwitz". Para Felstiner, la guerra relámpago de Hitler también es una reminiscencia. También es realista pensar en insignias de rango militar. Felstiner añade que "también se puede ver una estrella de David por encima de esta línea". En relación con el método de Celan de citas encubiertas y redes, Neumann enfatiza que está prohibida una consideración aislada de frases lingüísticas individuales, la conexión de ideas figurativas judías y alemanas tiene su significado contrapuntístico e histórico. Buck también señala la realidad de estas asociaciones cuando el poeta cambia la forma y la actitud del "poema vespertino tradicional" a la imagen de "una 'noche' sombría  que corresponde al 'cabello de ceniza de Sulamith'".
En relación con la figura del "prototipo banal" de la "raza superior que mata con 'maestría'", se hizo referencia repetidamente al discernimiento de Hannah Arendt sobre la banalidad del mal, que Celan anticipó metafóricamente como una alegoría. Además, desde el conocimiento del papel que jugó la música de los prisioneros en los campos de exterminio, los intérpretes han sustentado la realidad de este escenario con referencias documentales al uso de las bandas de música de los campos campos de concentración, que debían tocar durante las acciones de exterminio, y a la auténtica figura del "dirigente". Según Firges, este pasaje combina la excitación sentimental con la sensibilidad estética y la lujuria sádica, que se celebra en el "ritual de la danza de la muerte".

### "Nosotros bebemos y bebemos"
El poema es dicho por un coro en primera persona del plural, el "nosotros". Representa el sufrimiento, las víctimas del exterminio alemán de los judíos. “Él”, el nazi, se describe desde el punto de vista de las víctimas. La repetición constante del coro de la pasión intensifica los acontecimientos hasta que se concluye en los dos últimos versos con la yuxtaposición de nazis y víctimas, por parte de Margarete y Sulamith. En sus notas Celan escribió: "Hablan los moribundos - hablan | sólo como tal – la muerte es | seguro - hablan | como los muertos y los muertos. usted | habla a la muerte, desde la muerte. Beben de la muerte". En su discurso del Premio Büchner, Celan también enfatizó el carácter dialógico del poema como una "conversación, a menudo es una conversación desesperada".
El poema preserva el sufrimiento de los moribundos más allá de su muerte. Según Theo Buck, el coro quiere ser entendido como una conmemoración de los muertos, un diálogo dirigido al lector, un poderoso mensaje de los muertos a los sobrevivientes y a las generaciones futuras. Además de otras formas de recordar el asesinato alemán de los judíos en todos los tiempos, a través de informes de testigos y documentación, Celan eligió su camino: el artístico de un poema. Al enfatizar las influencias judías como las Lamentaciones de Jeremías y el Salmo 137, así como el Cantar de los Cantares, Lamping ve un elemento litúrgico en el discurso coral que forma la identidad. Como poema sobre la aniquilación de los judíos, La fuga de la muerte continuó la tradición judía de "recordar un trauma histórico".

## Génesis del poema
La ciudad natal de Celan, Chernivtsi, parte de Rumania desde la Primera Guerra Mundial, había sido ocupada por la Unión Soviética en junio de 1940 como resultado del pacto Hitler-Stalin. Después que el Reich alemán atacara a la Unión Soviética el 22 de junio de 1941, la Wehrmacht invadió Bucovina. Bajo la soberanía retomada por Rumania, se tomaron medidas masivas contra los judíos residentes, que fueron conducidos a un gueto y deportados. Los padres de Celan también fueron deportados en 1942: la madre fue fusilada por "incapaz de trabajar", el padre murió en Transnistria, probablemente de tifus. El mismo Celan fue enviado a un campo de trabajos forzados, donde tuvo que trabajar en la construcción de carreteras rumanas, y luego fue empleado como traductor, hasta que recuperó la libertad en febrero de 1944 y regresó a Chernivtsi antes que el Ejército Rojo.
Amigos de Bucovina afirmaron que Celan ya estaba trabajando en la Fuga de la muerte en 1944. El mismo Celan escribió al Deutsche Verlags-Anstalt que había escrito el poema “en Bucarest en la primavera de 1945”. Theo Buck supone que los primeros borradores se hicieron en el otoño de 1944, pero que el poema no adquirió su forma definitiva hasta la primavera siguiente. Juzga que Celan superó con este poema sus comienzos epigonales y encontró por primera vez su propia expresión inconfundible. Dos años después, el 2 de mayo de 1947, se publicó en la revista Contemporanul la traducción al rumano del poema de Celan por su  amigo Petre Solomon, con el título Tangoul morții (Tango de la muerte). Fue la primera publicación de Celan. La reimpresión fue acompañada por un comentario del editor en jefe, quien remarcó la base realista del poema y así lo protegió de posibles acusaciones de formalismo: “El poema, cuya traducción publicamos, se basa en hechos. En Lublin y otros campos de exterminio nazis, algunos de los convictos fueron obligados a tocar música, mientras otros cavaban tumbas”. [57]  John Felstiner continúa diciendo que un teniente de las SS en el campo de concentración de Janowska, no lejos de Chernivtsi, ordenó a los presos durante las ejecuciones y las torturas tocar un tango llamado "Todetango". Asimismo, en el campo de concentración de Auschwitz y otros campos, la música para acompañar las ejecuciones se describió como "tango de la muerte".
Kiesel y Stepp ven también formalmente similitudes entre el poema y el tango. Aunque la Fuga de muerte no expresa el duelo y el lamento de la misma forma enfática que la danza, también cuenta una historia con un transcurso dramático, se dirige directamente al oyente y su ritmo recuerda el movimiento rápido del tango con sus síncopas intercaladas. Se desconocen las razones por las que Celan finalmente se decidió en contra del título de Todestango y a favor de Todesfuge. Kiesel y Stepp especulan que Celan reconoció la similitud formal del poema con la fuga como mayor, ya que la fuga enfatizó el contraste entre la sofisticación de los nazis y la barbarie de sus actos, o que la visión europea del tango como una danza erótica habría aportado un trasfondo involuntariamente frívolo al poema.
Cuando Celan, después de dejar Rumania, publicó su primera colección de poemas, Der Sand aus den Urnen (La arena de las urnas), en 1948, el poema, con el título cambiado Totenfuge, formó el clímax y la conclusión del volumen. La colección solo se publicó en una pequeña edición y también estaba tan desfigurada por errores tipográficos que Celan la retiró y la destruyó. No fue hasta 1952 que el poema se dio a conocer a un público más amplio como parte de su segunda colección de poemas, Mohn und Gedächtnis (Amapola y memoria). En esta edición, también, se ha destacado al poema como un capítulo separado en la mitad del libro.
El legado de Celan se encuentra en el Archivo de Literatura Alemana en Marbach. El texto mecanografiado del poema, todavía en la versión del Todestango, se puede ver junto con otras partes del patrimonio de Celan en la exposición permanente del Museo de Literatura Moderna de Marbach.

## Influencias
Los eruditos literarios han examinado la influencia de poemas anteriores sobre la Fuga de la muerte, desde las obras de Arthur Rimbaud, Georg Trakl y Franz Werfel hasta las de Alfred Margul-Sperber. Rose Auslander reivindicó la autoría de la metáfora "negra leche", que formuló en su poema Ins Leben, escrito en 1925 pero no publicado hasta 1939. Sin embargo, enfatizó: “Tengo que reconocer que un gran poeta encontró inspiración en mis primeros trabajos. No usé la metáfora casualmente, pero él la elevó a la más alta declaración poética. Se ha convertido en una parte de sí mismo". Claire Goll, por otro lado, planteó acusaciones de plagio contra Celan a lo largo de su vida. Ella vio la Fuga de la muerte como influenciada por el Chant des Invaincus de su esposo Ivan Goll, publicado en 1942. En el llamado "asunto Goll" se argumentó con datos manipulados, citas tergiversadas y, sobre todo, con textos editados posteriormente por Claire Goll. Celan sintió que la acusación de plagio era una negación de su propia historia de vida y, por lo tanto, según una carta a Siegfried Lenz fechada el 27 de enero de 1962, "como una posterior finalización de la 'solución final' para él mismo".[64]
No fue hasta 1970 que Immanuel Weissglas, amigo de la infancia de Celan, publicó su poema ER (EL), que había sido escrito antes de la Fuga de la muerte y anticipaba parcialmente sus motivos y metáforas. Weissglas relacionaba la muerte con tocar el violín, hablaba de una “casa con serpientes” y del “pelo de Gretchen” y finalizaba afirmando que “la muerte era un maestro alemán”. Heinrich Stiehler, quien explica la relación entre los dos poemas, juzgó: "Es evidente la dependencia de la Fuga de la muerte de estos versos escritos por su amigo apenas unos meses antes". El filólogo Jean Bollack, amigo y compañero de Celan, plantea dos hipótesis con las cuales se ha explicado la similitud de los dos poemas: según la primera, el uso de un mismo material literario se remonta a un fondo común, que incluye la tradición literaria y cultural de la región, así como la impronta del Holocausto actual , mientras que la segunda hipótesis supone que Celan conocía a su predecesor  Weissglas y la Fuga de la muerte debía considerarse como una respuesta a ER (EL). Bollack estuvo de acuerdo con la segunda tesis y juzgó que Celan "reordena sus componentes sin agregar más: son los mismos elementos, pero a partir de los cuales hace algo completamente diferente". Jürgen Wertheimer está de acuerdo en que todos los motivos de la Fuga de la muerte fueron anticipado por ER (EL),  y  "que cada uno de estos motivos en el texto de Celan revela una densidad, intensidad y ambivalencia incomparablemente mayores, precisamente porque Celan (él solo) desarrolla un sistema de signos dirigido específicamente a la muerte a partir de varias metáforas al respecto, que materializan la totalidad de la aniquilación.”
Sin embargo, Barbara Wiedemann, editora de la edición completa de los poemas, recientemente anotados, enfatiza con respecto a estas discusiones sobre la historia de su origen que no hay prueba alguna "de que el poema ER (EL) de su colega de Czernowitz Immanuel Weißglas, que apareció poco antes de la muerte de Celan y contiene algunos paralelismos claros con la Fuga de la muerte, surgiera antes que ésta.”
John Felstiner señaló que en cada línea de su poema Celan usó "material verbal del mundo roto del que da testimonio el poema". Las referencias a la música, la literatura y la religión iban desde el Génesis hasta Johann Sebastian Bach, Richard Wagner, Heinrich Heine, el tango, la Gretchen ("Margarete") de Fausto y la virgen Sulamith del Cantar de los Cantares. Theo Buck amplía la lista incluyendo las Lamentaciones de Jeremías, las danzas medievales de la muerte, la práctica de los maestros cantores, elementos del barroco, Giacomo Puccini, Charles Baudelaire, Arthur Rimbaud, Rainer María Rilke y Georg Trakl, así como la canción alemána "Patria, tus estrellas". Él ve la transformación intertextual así como la amarga parodia como parte esencial de la forma de expresión de Celan y enfatiza que no hay epigonalidad en tales citas, sino que Celan cuestiona la cita a través de su uso, examina las referencias tradicionales y las suprime parcialmente. Tratar con materiales que han sido transmitidos era una parte central del proceso artístico de Paul Celan: "Las 'citas' transformadas poéticamente cumplen el propósito de lcombinar lo concreto con la parábola. Porque trabajar con fórmulas de lenguaje e imagen adoptadas del canon permitió al autor la necesaria desubjetivación del tema que lo afectaba existencialmente.” Neumann explica además, que solo a través de las citas llega la belleza al texto. Según Felstiner, la reconstrucción de estas huellas ayuda a “comprender el poema que pronuncia su veredicto sobre toda la llamada cultura judeocristiana”.

## Recepción

### Lectura en el grupo 47
El poema de Celan permaneció mayormente desconocido para el público en general hasta la publicación de Amapola y memoria en diciembre de 1952. Una lectura de Celan en la conferencia del Grupo 47 en mayo de 1952, que se produjo por mediación de sus amigos vieneses Ingeborg Bachmann, Milo Dor y Reinhard Federmann, fue un fracaso. Walter Jens recordó la lectura en 1976 en una conversación con Heinz Ludwig Arnold: "Cuando Celan apareció por primera vez, la gente decía: '¡Casi nadie puede oír eso!'. Leyó muy patéticamente. Nos reímos de eso, '¡Él lee como Goebbels!', dijo uno. […] ¡La Fuga de la muerte fue un fracaso en el grupo! Ese era un mundo completamente diferente, y los neorrealistas no podían seguir el ritmo”. "leer una salmodia como en una sinagoga". El mismo Celan comentó en una carta a su esposa Gisèle: "Aquellos a los que no les gusta la poesía, eran la mayoría, se rebelaron", por lo que publicó Amapola y memoria en diciembre.[76] Ernst Schnabel organizó una lectura en el NWDR después de la conferencia.

### Reseñas contemporáneas
Amapola y memoria recibió críticas favorables después de su publicación, pero con pocas excepciones, ellas ignoraron los antecedentes históricos del poema y dominaron las voces que se concentraron en los aspectos formales y quisieron reconocer metáforas derivadas del surrealismo francés. Heinz Piontek escribió sobre Celan: "Su poesía es poesía pura, montaje mágico, comparable a los cuadros de Marc Chagall". Helmuth de Haas reconoció "rasgos surrealistas" en el poema: "hay [...] restos de todo lo objetivo, el ritmo que de succiona, la metáfora romántica, la alquimia lírica". Celan es “un surrealista que controla su espontaneidad y prescinde de las texturas automáticas”. Paul Schallück terminó su reseña en el Frankfurter Allgemeine Zeitung reimprimiendo el poema y el pronóstico: “Pero recordaremos que nunca antes habíamos leído antes tales versos".
Después de que la revista Contemporanul ya hubiera publicado la traducción al rumano en 1947 con el comentario de que el poema de Celan evocaba hechos históricos, siete años más tarde Hans Egon Holthusen también habló sobre la "(ya famosa) Fuga de la muerte" que conmemora uno de los acontecimientos más terribles y significativos de la historia reciente, las muertes masivas por incineración de los judíos en los campos de concentración alemanes en un lenguaje [...] que es verdadera y pura poesía desde la primera línea hasta la última, sin rastro de reportaje, propaganda y razonamiento .” Esta transformación la entendía como una forma de reconciliación estética con el pasado: “Beber es morir como autorrealización extrema, muerte sacrificial, escalar a una 'tumba en el aire'. Con unas simples paradojas, Celan ha sido capaz de dominar un tema que desborda toda comprensión humana, trasciende todos los límites de la imaginación artística: haciéndolo muy 'fácil', haciéndolo trascender en un lenguaje onírico, superreal, de otro mundo, por así decirlo, para que pueda escapar de la cámara sangrienta de los horrores de la historia para ascender al éter de la poesía pura.” Con esta interpretación inmanente a la obra, que nombraba la referencia histórica en el poema de Celan pero la disolvía “inmediatamente a una esfera estética trascendental”, la interpretación contemporánea del poema estaba esencialmente caracterizada.
El biógrafo de Celan, John Felstiner, comenta sobre la interpretación de Holthusen y la recepción prevaleciente en Alemania en la década de 1950: “Pero lo que se elevó al éter en el poema de Celan fueron los judíos, no el poema; no fue la Fuga de la muerte quien quiso escapar de la "sangrienta cámara de los horrores de la historia", sino los lectores alemanes del poema. Y así convirtieron el poema de Celan en una apoteosis: 'uno de los más grandes poemas de nuestro tiempo', elogió Holthusen".
Ute Harbusch distingue tres posiciones al tratar con el contenido de realidad de las imágenes de Celan. Una lee que Celan se aleja por completo de la realidad, otra vez que transforma la realidad en pura poesía, y una tercera vez que crea una "relación mimética con la realidad" precisamente a través de su forma no naturalista de lo lírico. Ve en él "posiciones que no sólo dependen de la convicción estética de los autores, sino también de su más o menos pronunciada 'incapacidad de guardar luto

## El veredicto de Adorno
Pocos años después de que Celan hubiera escrito su poema, pero antes de que se difundiera, Theodor W. Adorno publicó su ensayo Kulturkritik und Gesellschaft en 1951, en el que expresaba la tesis que se había hecho famosa: "Escribir un poema después de Auschwitz es bárbaro". La frase de Adorno también acompañó la percepción del poema en los años y décadas siguientes; según Ruth Klüger, se convirtió en "el punto focal" de la sentencia de Adorno. Como se trataba de “legitimar la propia escritura, de defender el poema”, los poetas en particular se sintieron provocados. Wolfdietrich Schnurre reaccionó con dureza: "¿Los poemas egocéntricos de Andreas Gryphius resistieron los horrores de la Guerra de los Treinta Años o no? Los resistieron como la Fuga de la muerte de Celan resistió los archivos de los Juicios de Auschwitz en Fráncfort. El lenguaje humano no está destinado a ser silenciado, "está destinado a ser hablado".
La relación de Celan con Adorno estuvo determinada por una lectura intensiva de sus escritos, por lo que -como se explica en el Celan-Handbuch (Manual de Celan)- recibió críticamente el veredicto de Adorno sobre su poesía y siguió muy de cerca cómo el filósofo precisaba y suavizaba después sus incompren[didas palabras. Celan rechazó la tesis de Adorno más claramente en su material sobre Atemwende [Giro del aliento (1967)]: "¿Qué se asume aquí como la idea de un poema? La arrogancia de quienes se atreven a mirar o informar hipotética y especulativamente sobre Auschwitz desde la perspectiva del ruiseñor o del zorzal común”. Adorno luego se retractó de su veredicto anterior “bajo la impresión, sobre todo, de la poesía del Holocausto de Celan”, con la conciencia de que : “Los poemas de Celan quieren expresar el horror extremo a través del silencio”: “Lo que los sádicos en el campo ofrecieron a sus víctimas anunciado: mañana subirás al cielo serpenteando como el humo de estas chimeneas, nombra la indiferencia de la vida de cada individuo hacia la que se encamina la historia [...] El sufrimiento perenne tiene tanto derecho a expresarse como el mártir tiene de aullar, por lo tanto, puede haber sido un error que después de Auschwitz no se pudieran escribir más poemas.” Adorno dijo también, sin retractarse del mensaje central sobre el ignominioso fracaso de la cultura frente a Auschwitz: “Su desproporción con el horror que ha sucedido y amenaza los condena al cinismo”, dice en su Teoría Estética (Ästhetischen Theorie) sobre la “cultura que ha surgido después de la catástrofe”.
Con el volumen de poemas Cuadrícula de voz (Sprachgitter) y su “estética despoetizante” Celan reaccionó conscientemente como poeta a la discusión iniciada por Adorno. Constricción (Engführung), el poema final del volumen, se considera una "reescritura de la Fuga de la muerte con otros medios poéticos" y una "radicalización de la misma". El término "constricción" también se refiere al principio de forma de la fuga. Palabras sueltas como “estrella” y “ceniza” repetidas tres veces, pero sobre todo los versos “ninguno / el alma de humo se eleva y juega” son ecos de la Fuga de la muerte. Sin embargo, no deben entenderse sólo como un recuerdo de las víctimas de Auschwitz, sino que también evocan, como explicó Celan en una carta a Erich Einhorn, “la devastación provocada por la bomba atómica”. Después de Kiesel y Stepp, la “renuncia al adorno verbal” abre un paisaje textual en un “lenguaje más gris”, un “paisaje de devastación, destrucción y muerte, del que está prohibido casi todo vocabulario de belleza”. La base teórica del lenguaje de esta nueva forma de su poesía se puede encontrar en la respuesta de Celan a una encuesta de la Librairie Flinker parisina de 1958: El lenguaje de la poesía alemana se ha vuelto "más sobrio, más fáctico, desconfía de lo 'bello', trata de ser veraz.”

## Discusiones poetológicas
Según Peter Horst Neumann, la Fuga de la muerte es "un elemento importante de la historia política intelectual de la República Federal de Alemania". Dieter Lamping recuerda que el poema ha estado expuesto a diversas críticas estéticas, morales e históricas hasta hoy (1998). Desde la perspectiva de un dramaturgo del teatro documental, Rolf Hochhuth criticó en el prólogo del quinto acto de su obra El vicario que Celan había “traducido completamente la muerte de los judíos en las cámaras de gas metáforas” que poetizaban la realidad en leyendas y cuentos apocalípticos. Por otro lado, Lamping afirma que el éxito del poema no se debe sólo a su poder sugestivo y musicalidad problemática, como se suele recelar, sino también a su radicalidad poética.
En su publicación Problemas de la evaluación literaria (1965), Walter Müller-Seidel se refiere a la brecha infranqueable entre la inhumanidad existente por un lado y las demandas y posibilidades del arte por el otro. En sus reflexiones fundamentales sobre la cuestión: “¿Puede existir todavía el arte cuando hay inhumanidad en tales proporciones?”, se refiere explícitamente a Reinhard Baumgart, quien en 1965 en Merkur había precisado la objeción de Adorno a la Fuga de la muerte: “La Fuga de la muerte de Celan ' […], compuesta como una partitura refinada, ¿no muestra ya demasiado disfrute en el arte, en la desesperación que ha vuelto a ser 'hermosa' a través de ella?” Por otra parte – según Müller-Seidel – se entiende mal belleza tonal del poema si no se considera "al oír el sonido hermoso, lo horrible". A aquellos que encuentran el poema de Celan demasiado hermoso, se les podría decir: "un poema, incluso uno moderno, no puede ser lo suficientemente hermoso si no embellece nada". Sin embargo, el poema está muy alejado de cualquier eufemismo. Para justificar la belleza del poema, Lamping está de acuerdo con la evaluación de Neumann: "El poema", afirma, 'tiene el deleite artístico más macabro en su tema. ¿Cuál?' 'El maestro de Alemania'. – Aquí no se glosa ningún horror histórico: más bien, lo históricamente bello, el arte de la fuga y con él el poema de Celan se equiparan con el horror: no como la belleza del horror, sino como una abominación de la belleza.”

## La Fuga de la muerte y la lírica del Holocausto
La Fuga de la muerte sirve como ejemplo central para la clarificación temática y formal del término "poesía del Holocausto" en el sentido de la poética. Según Lamping, el “volverse hacia las víctimas” es una característica fundamental. El hablar pluralista desde la perspectiva del nosotros en el "canon de las voces judías antes del silencio" se considera un "signo del especial compromiso humano" de esta poesía. Sobre todo, los ejemplos artísticamente sofisticados de los poetas judíos buscan identificarse con las víctimas. Como poemas de rol desde la perspectiva de la víctima, rescatada o escapada, lamentan la "culpabilidad de la (con)humanidad". En este contexto, Lamping habla de “obra poética de duelo” y de “tribunal poético”. Además de la expresión pronominal en pares de opuestos, por ejemplo, "nosotros" y "él", así como otras oposiciones (por ejemplo: cabello de oro-cabello de ceniza, Margarete-Sulamith, muerto-vivo, el mundo fuera-el mundo dentro de los campos de exterminio) y negaciones, sobre todo, las formas de alienación, especialmente a través de "metáforas audaces", caracterizan el estilo. Combinan los signos del lenguaje del reino de la muerte y la destrucción con los del mundo de la seguridad y la curación. "Lo que tienen en común las metáforas de este tipo es que muestran la totalidad de la destrucción, la ubicuidad y la naturaleza omnicomprensiva de la aniquilación".[112] La disolución o "daño" de la sintaxis y la estructura de los versos, así como la mutilación de las palabras, son también formas típicas de acercarse a la horrible realidad de la aniquilación. Los "puntos clave" sobre el efecto de la poesía del Holocausto que Lamping obtuvo de las declaraciones de Adorno son: "'Conmoción' a través de la hermetización; 'vergüenza' ante el sufrimiento y 'horror extremo' expresado por el silencio".
Los rasgos estilísticos y formales mencionados contrastan con las exigencias de un lenguaje escaso y realista, como las planteadas por Gert Mattenklott: "En 1945, habría sido apropiado un sobriedad extrema del lenguaje poético". El lenguaje que se encuentra en la Fuga de la muerte y otros poemas del Holocausto, principalmente de origen judío, por otro lado, reemplaza “el paradigma literario-histórico de la mimesis, la descripción exacta de la realidad, con el paradigma de la deixis, de conducir a lo indecible. ”
Lamping se ocupa de otros ejemplos de poesía del Holocausto, artísticamente exigentes y de prestigio internacional, utilizando repetidamente el poema como comparación tipológica. Los rasgos estilísticos y formales pueden variar, contrastar o exacerbarse en detalle, pero siempre están vinculados al tema del recuerdo de los muertos o al duelo por ellos. Acentos más realistas que la Fuga de la muerte están puestos por poemas cuyos títulos nombran los lugares de exterminio o que utilizan la perspectiva de un hablante concreto en lugar del coral "nosotros". Algunas obras comienzan con negaciones, como el texto de Richard Exner con el título distorsionado Dtschld, cuya primera palabra es "No", otras terminan con negaciones, como Rehabilitación póstuma de Różewicz: "Los muertos no nos rehabilitarán".[ Según Lamping, la poesía del Holocausto básicamente ha encontrado una posibilidad formal y lingüística de "dar voz al sufrimiento (quizás más que a los que sufren)" mientras "se muestra tan artística y moralmente sensible como radical". ]
Además de la fuga de la muerte, Lamping menciona específicamente:
- Paul Celan: Chymisch
- Nelly Sachs’ Zyklus: In den Wohnungen des Todes
- Michael Hamburger:[155] Treblinka
- Randall Jarrell: A Camp in the Prussian Forest
- Jewgenij Jewtuschenko: Babij Jar
- Tadeusz Różewicz: Posthume Rehabilitierung
- Czesław Miłosz: Armer Christ sieht das Ghetto
- Richard Exner:[156] Dtschld

El Centro de Recursos de la Shoah Yad Vashem atribuye un valor educativo invaluable a la poesía del Holocausto. Uno de los poemas más influyentes sobre la aniquilación de los judíos en los campos de concentración, la Fuga de la muerte, se incluyó en el programa educativo y de aprendizaje electrónico de Yad Vashem, junto con otros poemas de muchos países.

## Influencia
Después de que el poema hubiera sido incluido en numerosos libros escolares y antologías y, en opinión del propio Celan, hubiera sido parte de una "trillada lista para la lectura", el autor finalmente se resistió a que fuera utilizado para libros escolares y servicios conmemorativos y dejó de leerlo en público. Otto Pöggeler juzgó: “El poema no debe convertirse en una coartada barata para la falta de esfuerzo personal para averiguar sobre el origen y el pasado.” Sin embargo, cuando Hans Mayer evaluó el poema posterior Engführung como un correctivo y un retiro de la Fuga de la muerte , Celan declaró: “Nunca me retracto de un poema, querido Hans Mayer”.
La importancia del poema permaneció intacta incluso después de la muerte de Celan, no solo es el "ejemplo más conocido de la poesía del Holocausto", sino que, para Winfried Freund, "el poema más famoso del modernismo clásico" de todos los tiempos. El biógrafo de Celan, Wolfgang Emmerich, evalúa: "Su Fuga de muerte es, quizás, el poema del siglo"[, y su colega John Felstiner llama al poema el "Guernica de la literatura europea de posguerra". Había "ganado una atención más apasionada que cualquier otro poema escrito durante la guerra" y se había "convertido el mismo en un actor de la historia": "Ningún poema ha expresado la miseria de su tiempo tan radicalmente como este".
Peter Härtling matizó la tesis de Adorno en 1967: “Se escribieron poemas después de Auschwitz, pero no sobre Auschwitz; La Fuga de muerte de Celan también parafrasea incomparablemente el eco de los gritos de la muerte. Ella no hace visible el asesinato. No hemos encontrado ninguna poesía que refleje el horror de nuestros contemporáneos". En el epílogo de su antología "Constante es lo fácilmente vulnerable", Wulf Kirsten explica su selección de la Fuga de muerte, como el "más importante y poema trascendental de la época (Harald Hartung)”. Al mismo tiempo, se sitúa "al comienzo de una historia que tiene que ser tratada verbalmente y un 'trabajo de duelo' que nunca podrá ser llevado a cabo". Ruth Klüger concluye su interpretación sucintamente: "La Fuga de la muerte ha demostrado su valía. El arte trágico, tal y como lo define Aristóteles, produce la purificación a través del miedo y la piedad, mejor traducidos como pena y terror, y eso hace un poco más llevadero el pasado que llevamos con nosotros”

### Ediciones en alemán
- Der Sand aus den Urnen. A. Sexl, Wien 1948.
- Mohn und Gedächtnis. Deutsche Verlags-Anstalt, Stuttgart 1952.
- Der Sand aus den Urnen. Amapola y memoria. Herausgegeben von Andreas Lohr unter Mitarbeit von Holger Gehle in Verbindung mit Rolf Bücher. Suhrkamp, Frankfurt am Main 2003 (= Paul Celan, Werke. Historisch-kritische Ausgabe, I. Abteilung, 2./3. Band).
- Todesfuge. Mit einem Kommentar von Theo Buck. 2. Auflage. Rimbaud, Aachen 2002, ISBN 3-89086-795-2.
- Die Gedichte – Kommentierte Gesamtausgabe in einem Band. Hrsg. und kommentiert von Barbara Wiedemann. Suhrkamp Verlag, Frankfurt am Main 2003, ISBN 3-518-41390-2; TB-Ausg.: 2005, ISBN 3-518-45665-2.

### Ediciones en español
- Obras Completas. TROTTA; N.º: 7 edición. 2013. ISBN:  8481642975

### Literatura secundaria
Interpretaciones del texto
- Alwin Binder: Die Meister aus Deutschland. Zu Paul Celans Todesfuge. In: Germanica. 21 [Von Celan bis Grünbein. Zur Situation der deutschen Lyrik im ausgehenden zwanzigsten Jahrhundert]. 1997. S. 51–71.
- Theo Buck: Paul Celan: „Todesfuge“. In: Hans-Michael Speier (Hrsg.): Gedichte von Paul Celan. Reclam, Stuttgart 2002, ISBN 3-15-017518-6, S. 9–27.
  - dsb.: Die „Todesfuge“ oder Lyrik nach Auschwitz. In: Muttersprache, Mördersprache. Celan-Studien 1. Rimbaud, Aachen 1993, ISBN 3-89086-917-3, S. 55–92.
  - dsb.: Todesfuge. Kommentar Theo Buck; 5 Gouachen von K. O. Götz. Rimbaud, Aachen 1999 Reihe: Texte aus der Bukowina, Bd. 7, ISBN 3-89086-795-2.
- Wolfgang Emmerich: Paul Celans Weg vom „schönen Gedicht“ zur „graueren Sprache“. Die windschiefe Rezeption der „Todesfuge“ und ihre Folgen. In: Hans Henning Hahn & Jens Stüben Hrsg.: Jüdische Autoren Ostmitteleuropas im 20. Jahrhundert. Frankfurt 2000, S. 359–383.
- Jean Firges: „Den Acheron durchquert ich …“ Einführung in die Lyrik Paul Celans. Vier Motivkreise der Lyrik Paul Celans: die Reise, der Tod, der Traum, die Melancholie. Stauffenburg, Tübingen 1998, ISBN 3-86057-067-6, S. 85–96.
  - gestraffte Fassung: Paul Celan: Die beiden Türen der Welt. Gedichtinterpretationen. Exemplarische Reihe Literatur und Philosophie 3, Sonnenberg, Annweiler 2001, ISBN 3-933264-06-5, S. 24–33.
  - Wurde die „Todesfuge“ Paul Celan zum Verhängnis? In Bruno Kartheuser, Hg.: Kraut und Pflaster. Zum 25. Geburtstag der Literaturzeitschrift Krautgarten. Edition Krautgarten, St. Vith 2007, ISBN 2-87316-026-8, S. 31–37.
- John Felstiner: Paul Celan. Eine Biographie. C. H.Beck, München 2000, ISBN 3-406-45919-6.
- Heinz Forster, Paul Riegel: Die Nachkriegszeit 1945–1968. Deutsche Literaturgeschichte. Bd. 11. Reihe: dtv 3351, München 1995, ISBN 3-423-03351-7, S. 405–422.
- Eric Horn: Lyrik nach Auschwitz. Paul Celans „Todesfuge“. In: Gerhard Rupp (Hrsg.): Klassiker der deutschen Literatur. Epochen-Signaturen von der Aufklärung bis zur Gegenwart. Königshausen&Neumann, Würzburg 1999, ISBN 3-8260-1517-7, S. 251–271.
- Wilfried Ihrig: Celans Todesfuge im Unland. In: Ders.: Paul Celan und ... Berlin 2019, ISBN 978-3-7485-5229-1, S. 69–81.
- Helmuth Kiesel & Cordula Stepp: Paul Celans Schreckensmusik. In: Udo Bermbach & Hans Rudolf Vaget Hgg.: Getauft auf Musik. Festschrift für Dieter Borchmeyer. Königshausen & Neumann, Würzburg 2006, ISBN 3-8260-3398-1, S. 115–131.
- Ruth Klüger: Paul Celan: Die Todesfuge. In dsb.: Gemalte Fensterscheiben. Über Lyrik. Wallstein, Göttingen 2007, ISBN 978-3-89244-490-9, S. 127–139.
- Lech Kolago: Paul Celan: Todesfuge. In: Musikalische Formen und Strukturen in der deutschsprachigen Literatur des 20. Jahrhunderts. Müller-Speiser, Anif 1997, ISBN 3-85145-040-X, S. 201–208.
- Dieter Lamping: Von Kafka bis Celan. Jüdischer Diskurs in der deutschen Literatur des 20. Jahrhunderts. Vandenhoeck & Ruprecht, Göttingen 1998, ISBN 3-525-01221-7, S. 99–112.
  - dsb.: Gedichte nach Auschwitz, über Auschwitz. In: Poesie der Apokalypse. Herausgegeben von Gerhard R. Kaiser, Königshausen&Neumann, Würzburg 1991, ISBN 3-88479-570-8, S. 237–255.
  - dsb.: Sind Gedichte über Auschwitz barbarisch? Über die Humanität der Holocaust-Lyrik. In: dsb.: Literatur und Theorie. Über poetologische Probleme der Moderne. Vandenhoeck & Ruprecht, Göttingen 1998, ISBN 3-525-01217-9, S. 100–118.
- Otto Lorenz: Gedichte nach Auschwitz oder Die Perspektive der Opfer. In: Bestandsaufnahme Gegenwartsliteratur. Herausgegeben von Heinz Ludwig Arnold, edition text+kritik, München 1988, ISBN 3-88377-284-4, S. 35–53.
- Wolfgang Menzel: Celans Gedicht „Todesfuge“. Das Paradoxon einer Fuge über den Tod in Auschwitz. In: Germanisch-Romanische Monatsschrift, Neue Folge 18, 1968, S. 431–447.
- Peter Horst Neumann: Schönheit des Grauens oder Greuel der Schönheit? In: Geschichte im Gedicht. Texte und Interpretationen. Hg. Walter Hinck. Suhrkamp, Frankfurt 1979 (=edition suhrkamp 721), ISBN 3-518-10721-6, S. 229–237.
- Thomas Sparr: Zeit der Todesfuge. Rezeption der Lyrik von Nelly Sachs und Paul Celan. In: Stephan Braese, Holger Gehle, Doron Kiesel, Hanno Loewy (Hrsg.): Deutsche Nachkriegsliteratur und der Holocaust. Campus Verlag, Frankfurt/New York 1998, ISBN 3-593-36092-6, S. 43–52.
- Thomas Sparr: Todesfuge – Biographie eines Gedichts. DVA, München 2020, ISBN 978-3-421-04787-8.
- Heinrich Stiehler: Die Zeit der Todesfuge. Zu den Anfängen Paul Celans. In: Akzente, Heft 1 (1972), S. 11–40.